# ورخنی باسکونچاک
ورخنی باسکونچاک (انگلیسی: Verkhny Baskunchak) یک شهرک در بخش آختوبینسکی استان آستراخان کشور روسیه است.